# Disney Juleshow
Disney juleshow (engelsk: From All of Us to All of You) er et tegnefilms-program, der sendes i tv ved juletid. Showet er lavet af Disney i 1958 og blev sendt første gang i Danmark i 1960.
I Danmark er det blevet en fast tradition, at showet sendes om eftermiddagen på juleaftensdag, og det indgår i mange familier som en af dagens faste og rituelle traditioner. Det samme er tilfældet i Sverige, Norge og Finland. I Danmark sendes det på DR1. Tidligere har det været vist andre dage i julen, f.eks. juledag, men har siden 1991 været vist den 24. december. I Sverige har det i mange år været blandt de absolut mest sete programmer med over 3,5 mio seere.
Gennemgående vært for showet er tegnefilmfiguren Jesper Fårekylling (dansk stemme af Ove Sprogøe) der oprindeligt stammer fra filmen Pinocchio. I den første del af showet vises en række klassiske Disney-tegnefilm (kortfilm) med de traditionelle Disney-figurer som Anders And, Rip, Rap og Rup, Mickey Mouse, Pluto, Chip og Chap m.fl., mens den næste del består af en række klip fra tegnefilms-spillefilm som Bambi, Lady og Vagabonden, Snehvide, Peter Pan, Askepot m.fl. Jesper Fårekylling byder hvert år også på en overraskelse i form af et lille klip fra den seneste Disney-film, der er kommet. Så dét er den eneste del, der er nyt.
En kendingsmelodi for showet er sangen "Når du ser et stjerneskud", sunget af Jesper Fårekylling. Stemmen leveres her af Bjørn Tidmand.

## Tegnefilmsklip i Disney Juleshow i Danmark
- "Plutos juletræ" (engelsk: Pluto's Christmas Tree, 1952)
- Anders And og nevøerne i snekamp (engelsk: Donald's Snowfight, 1942)
- Julekort fra nær og fjern:
  - Peter Pan (1953)
  - Bambi (1942)
  - Pinocchio (1940)
  - Aristocats (1970)
  - Askepot (engelsk: Cinderella, 1950)
  - Snehvide og de syv dværge (engelsk: Snow White and the Seven Dwarfs, 1937)
  - Lady og Vagabonden (engelsk: Lady and the Tramp, 1955)
- Overraskelsen (to aktuelle klip)
- "Når du ser et stjerneskud" (engelsk: When You Wish Upon a Star) (fra Pinocchio, 1940)

## Disney Juleshow udsendelser på DR
Showet blev første gang sendt 27. december i 1960.
| År      | Dato         |
| ------- | ------------ |
| 1960    | 27. december |
| 1966    | 23. december |
| 1967    | 23. december |
| 1968    | 25. december |
| 1969    | Ikke sendt   |
| 1970    | 19. december |
| 1971    | 26. december |
| 1972    | 23. december |
| 1973    | Ikke sendt   |
| 1974    | Ikke sendt   |
| 1975    | 26. december |
| 1976    | 25. december |
| 1977    | 25. december |
| 1978    | Ikke sendt   |
| 1979    | 25. december |
| 1980    | 26. december |
| 1981    | 25. december |
| 1982    | 25. december |
| 1983    | 25. december |
| 1984    | 26. december |
| 1985    | 23. december |
| 1986    | 24. december |
| 1987    | 24. december |
| 1988    | 25. december |
| 1989    | 25. december |
| 1990    | 26. december |
| 1991–nu | 24. december |